# William James Mayo
Pour les articles homonymes, voir Mayo.
William James Mayo (29 juin 1861 - 28 juillet 1939) est un chirurgien américain et l’un des cofondateurs, avec son frère cadet, de la Mayo Clinic.

## Biographie
Il naît à Le Sueur, Minnesota en 1861, William J. Mayo est le fils ainé du Dr William Worrall Mayo. Il obtient son titre de médecin de l’université du Michigan en 1883, puis devint chirurgien du St. Mary's Hospital à Rochester (Minnesota), qui deviendra la Mayo Clinic, aux côtés de son père et de son frère Charles. En 1915, ils fondent ensemble à Rochester un centre chirurgical qui aura une très grande réputation dans le milieu,.
Il est mort en 1939 du cancer de l'estomac.
Il figure avec son frère, Charles Horace Mayo, sur un timbre émis le 11 septembre 1964 par le service postal américain.

## Sociétés savantes
- Correspondant étranger de la division de pathologie chirurgicale de l'Académie nationale de médecine (1913) puis associé étranger[2].

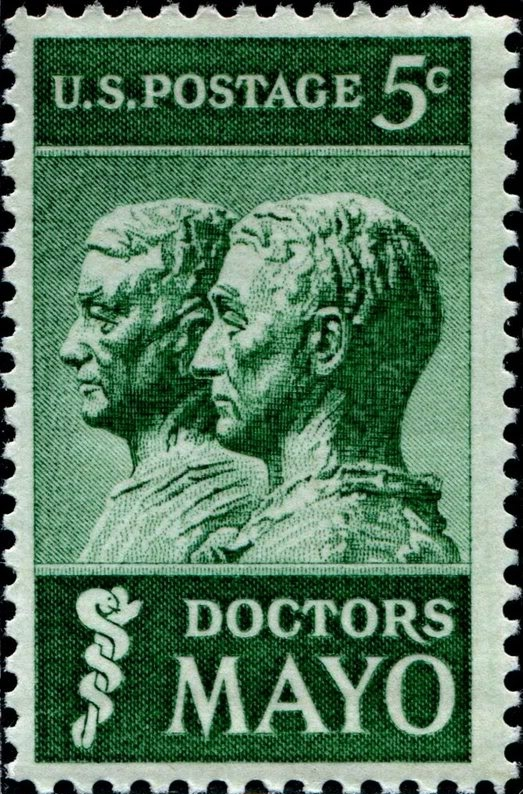
Portrait des deux docteurs Mayo sur un timbre postal des États-Unis émis en 1964

## Référence
- Clapesattle, Helen. The Doctors Mayo, University of Minnesota Press (1975).  (ISBN 0-8166-0465-7)